# 臺北市文山區興華國民小學
臺北市文山區興華國民小學（英語：Taipei Municipal Xinghua Elementary School (HHPS)，簡稱興華國小）是一所座落於文山區萬芳醫院及萬芳高中旁的公立小學，並有附設幼兒園，由臺北市政府教育局管轄，為台北市資訊重點要校之一。

## 歷任校長[1]
- 第一任：溫明正 (1992~2000)
- 第二任：葉國煇 (2000~2007)
- 第三任：王宗平 (2007~2011)
- 第四任：張志毓 (2011~2017)
- 現任：陳文祥

## 外部連結
- 臺北市文山區興華國民小學 （页面存档备份，存于）（繁體中文）